# BlueGriffon
BlueGriffon — свободный визуальный HTML-редактор. Программа была анонсирована как современный аналог Nvu, она основана на базе движка Gecko, которым оснащён браузер Mozilla Firefox.
Редактор доступен на платформах GNU/Linux, macOS и Windows.
- Поддерживает форматы HTML 4, HTML 5 и XHTML;
- Содержит встроенную систему анализа DOM-дерева;
- Редактор векторных SVG-изображений;
- Интерфейс для настройки CSS-стилей.

Программа имеет поддержку платных расширений, которые добавляют в неё новые возможности, например, поддержку MathML (включён в состав платной версии).
Для последних версий программы существует платное пользовательское руководство.